# Naturpark Am Stettiner Haff
Naturpark Am Stettiner Haff er en af syv naturparker i den tyske delstat Mecklenburg-Vorpommern.

## Geografi
Naturparken ligge syd for Stettiner Haff, som den har navn efter, ved grænsen til Polen.  Den strækker sig fra Haffkysten til Brohmer Berge mod syd, og er kendetegnet ved et bakket morænelandsskab ved Haffkysten, og omfatter store lukkede skovområder af Ueckermünder Heide.
Mod vest ligger  Galenbecker See, der dog ikke er en del af naturparken. Floderne Randow, Uecker, Zarow og Großer Landgraben løber gennem, eller har udspring i naturparken. Store dele af Ueckermünder Heide syd for Eggesin er lukket militært øvelsesområde og er derfor ikke en del af naturparken. Byen Pasewalk ligger centralt mellem de to sydlige arme af området . Syd og vest for Naturpark Am Stettiner Haff går  motorvejen Ostseeautobahn A 20.
Naturparken er sammen med Naturpark Sternberger Seenland en af de yngste Naturparker i Mecklenburg-Vorpommern og blev oprettet  1. januar 2005. Den har et areal på i alt 53.793 hektar. Omkring 8 % af parkens areal er Naturschutzgebiete und 51 % af arealet er udpeget til Landschaftsschutzgebiet.  Naturparkforvaltning og informationscenter har siden 2012 ligget i Eggesin.
Den sydvestlige del af naturparken er en del af Geopark Mecklenburgische Eiszeitlandschaft, som danner  den geologiske overgang til  Naturpark Feldberger Seenlandschaft.

## Naturbeskyttelse

### Naturschutzgebiete
I naturparken ligger ti Naturschutzgebiete med et samlet areal på 7.074 hektar
- Ahlbecker Seegrund (1.280 ha)
- Altwarper Binnendunen, Neuwarper See og Riether Werder (1.433 ha)
- Burgwall Rothemühl (46 ha)
- Galenbecker See (1.900 ha)
- Gorinsee (249 ha)
- Gottesheide med Schlosssee og Lenzensee (1.405 ha)
- Kleppelshagen (304 ha)
- Plöwensches Seebruch (229 ha)
- Wildes Moor ved Borken (228 ha)

### Landschaftsschutzgebiete
- Haffküste (26.000 ha)
- Brohmer Berge (1.892 ha)
- Löcknitzer See
- Pasewalker Kirchenforst (790 ha)
- Pommersche Boddenküste (Glashütte)
- Rosenthaler Staffel
- Radewitzer Heide

### Naturmindesmærker
I Naturpark er udpeget 65 naturmindesmærker (Naturdenkmale), hvoraf mange er markante træer, men også mindre enge og moser.

## Eksterne kilder og henvisninger
- Wikimedia Commons har flere filer relateret til Naturpark Am Stettiner Haff
- Landesverordnung zur Festsetzung des Naturparks "Am Stettiner Haff" vom 20. Dezember 2004, zuletzt geändert am 3. Juli 2008
- Websted for Naturparken
- Folder om  naturparken og dens Naturschutzgebiete (PDF) (9,2 MB)

53°41′19.08″N 14°3′28.01″Ø / 53.6886333°N 14.0577806°Ø